# Уара (Чили)
Уара (исп. Huara) — посёлок в Чили. Административный центр одноименной коммуны. Население посёлка — 956 человек (2002). Посёлок и коммуна входит в состав провинции Тамаругаль и области Тарапака.
Территория — 10474,6 км². Численность населения — 2 730 жителя (2017). Плотность населения — 0,26 чел./км².

## Расположение
Посёлок расположен в 47 км (75 км по дороге) на северо-восток от административного центра области города Икике на Панамериканском шоссе.
Коммуна граничит:
- на севере — коммуна  Камаронес
- на востоке — коммуны Каминья, Кольчане, Пика
- на юге — коммуны Икике, Альто-Осписио, Посо-Альмонте
- на западе — Тихий океан

Коммуна также включает поселок Писагуа и другие деревни.

## История
Уара был очень сильно поврежден во время землетрясения в 2005.

## Транспорт
Через посёлок проходит Панамериканское шоссе и  дорога, которая идет в Оруро в Боливии. Эта дорога также служит доступом к пустыне Атакама и к Национальному парку Вулкан Ислуга. 

## Демография
Согласно сведениям, собранным в ходе переписи 2017 г  Национальным институтом статистики (INE),  население коммуны составляет:
| Полное население                          | Полное население                          | Полное население                          | Полное население                          | Полное население                          | 2 730 |
| ----------------------------------------- | ----------------------------------------- | ----------------------------------------- | ----------------------------------------- | ----------------------------------------- | ----- |
| в том числе:                              | Городское население                       | 1 109                                     | Процент городского населения, %           | 40,62                                     |       |
|                                           | Сельское население                        | 1 621                                     | Процент сельского населения, %            | 59,38                                     |       |
|                                           | Мужское население                         | 1 501                                     | Процент мужского населения, %             | 54,98                                     |       |
|                                           | Женское население                         | 1 229                                     | Процент женского населения, %             | 45,02                                     |       |
| Плотность населения, чел/км²              | Плотность населения, чел/км²              | Плотность населения, чел/км²              | Плотность населения, чел/км²              | Плотность населения, чел/км²              | 0,26  |
| Население коммуны в % к населению области | Население коммуны в % к населению области | Население коммуны в % к населению области | Население коммуны в % к населению области | Население коммуны в % к населению области | 0,83  |

| Динамика изменения населения коммуны | Динамика изменения населения коммуны | Динамика изменения населения коммуны | Динамика изменения населения коммуны |
| ------------------------------------ | ------------------------------------ | ------------------------------------ | ------------------------------------ |
| 1992                                 | 2002                                 | 2012                                 | 2017                                 |
| 1972                                 | 2599▲                                | 2360▼                                | 2730▲                                |

## Важнейшие населенные пункты[4]
| № | Населённый пункт | Населённый пункт (исп.) | Категория | Население чел. (2017) | На карте                        |
| - | ---------------- | ----------------------- | --------- | --------------------- | ------------------------------- |
| 1 | Уара             | Huara                   | поселок   | 1082                  | 19°59′44″ ю. ш. 69°46′15″ з. д. |
| 2 | Писагуа          | Pisagua                 | деревня   | 287                   | 19°35′50″ ю. ш. 70°12′48″ з. д. |
| 3 | Пачика           | Pachica                 | деревня   | 168                   | 19°51′58″ ю. ш. 69°25′56″ з. д. |
| 4 | Тарапака         | Tarapacá                | деревня   | 121                   | 19°55′27″ ю. ш. 69°30′39″ з. д. |

## Галерея

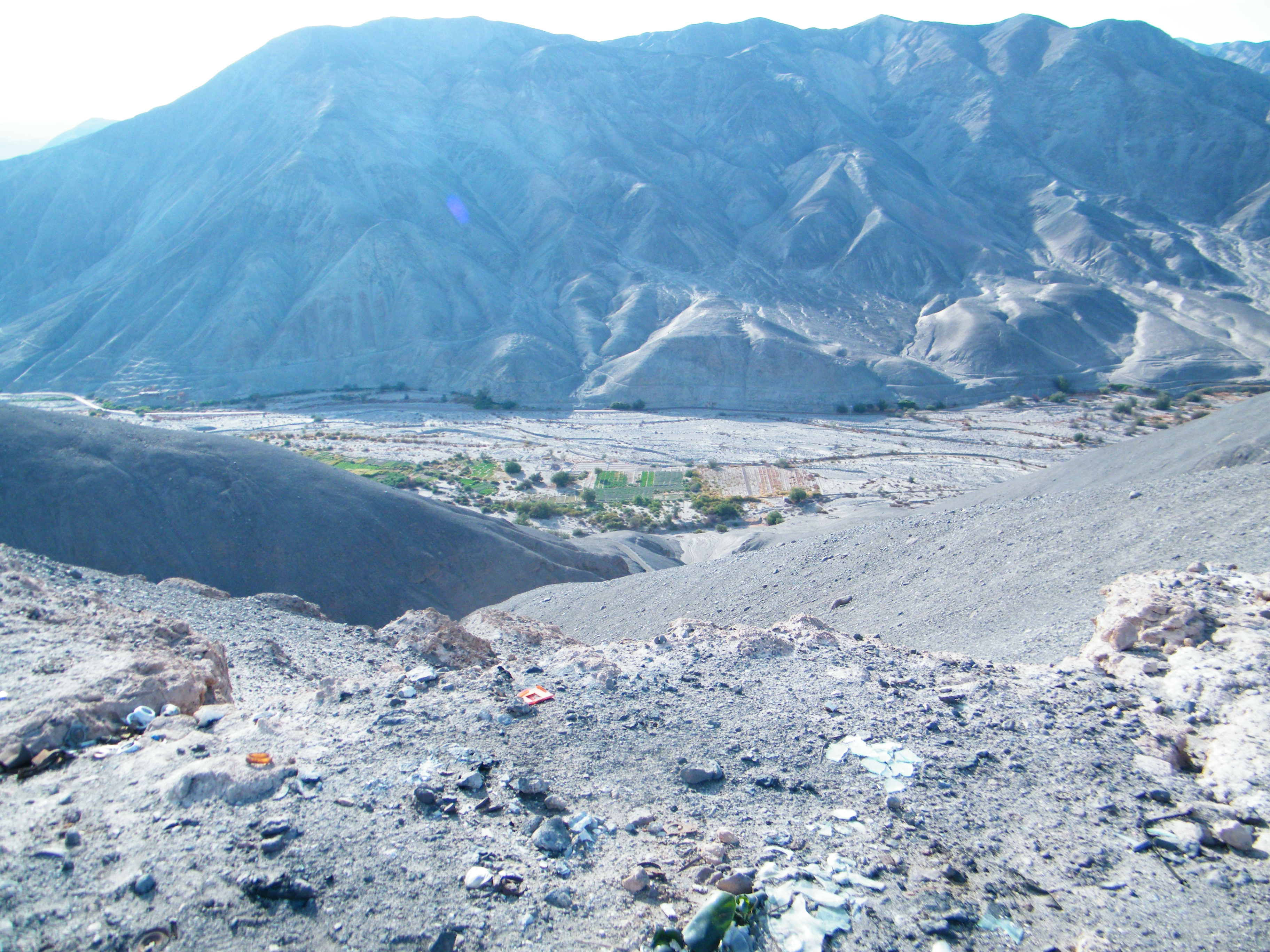
Ущелье Тарапака
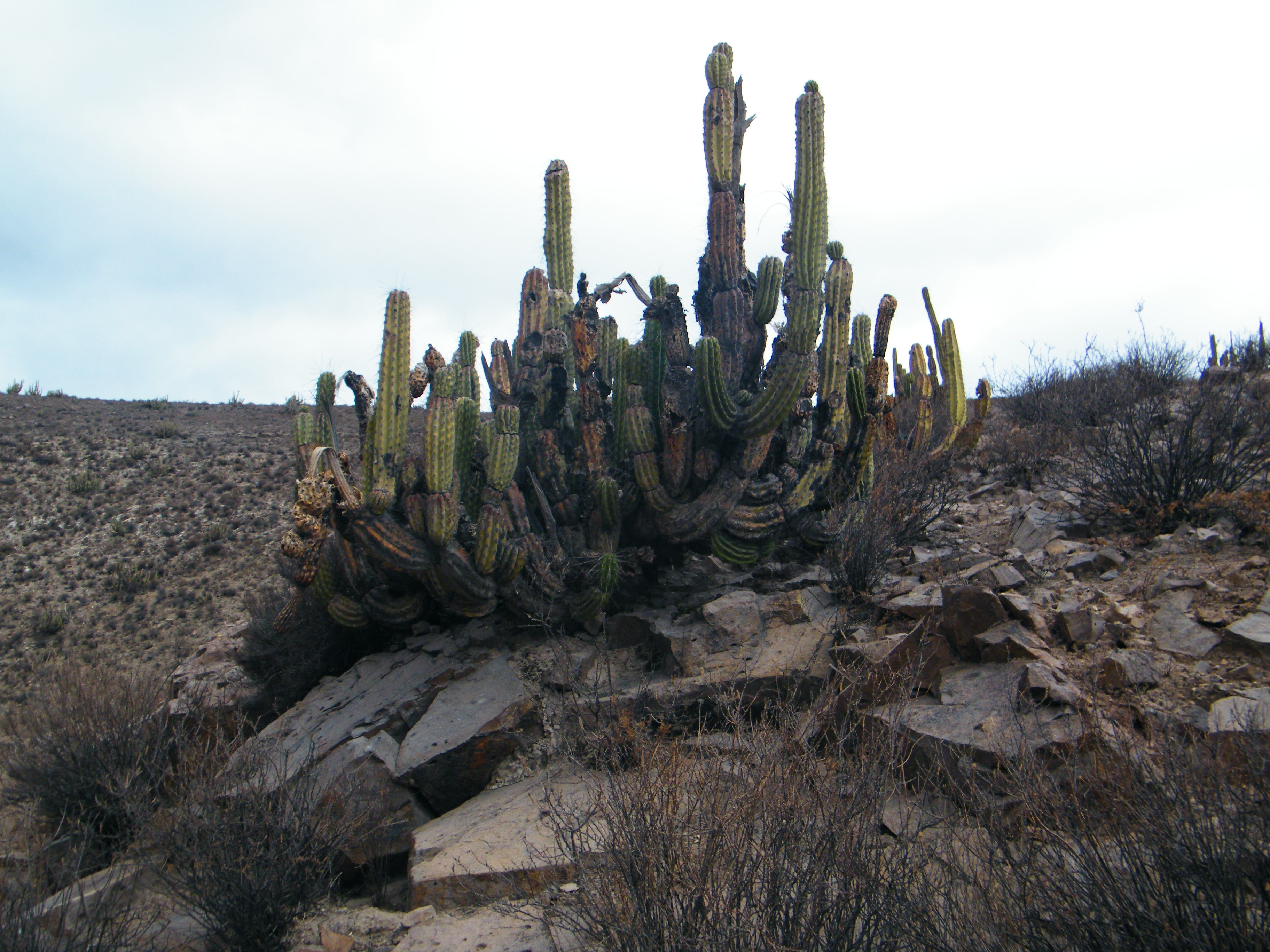
Кактусы в Уара
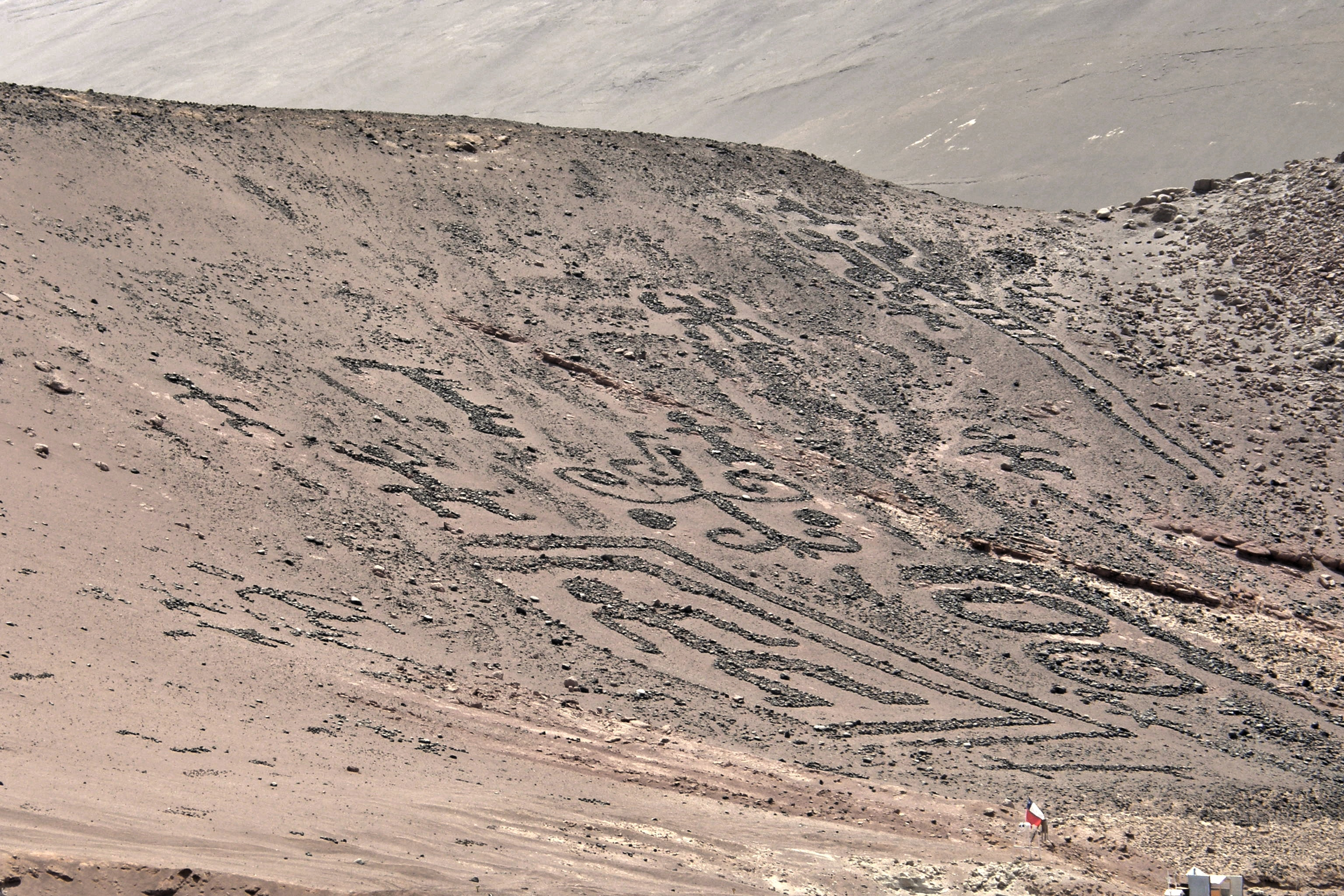
Геоглифы возле поселка Чиса